# Транспорт в Нью-Йорке
Транспорт в Нью-Йорке — система городского и пригородного пассажирского транспорта города Нью-Йорк, США.

## Виды транспорта
Нью-Йорк — один из самых населённых городов США (8,398 млн человек по оценке на 2018 год). Транспортная система Нью-Йорка включает в себя:
- Крупнейшую в мире по количеству станций[2] и числу подвижного состава сеть метрополитена[3]
- Железную дорогу Статен-Айленда и транзитную систему PATH
- Нью-Йоркское такси
- Автобусную систему New York City Bus[англ.]
- Канатную дорогу острова Рузвельт
- Мосты и тоннели
- Международные аэропорты Ла-Гуардия (LGA) и Джон Кеннеди (JFK), Центральный Вертодром Манхэттена (JRB)
- Порт и городскую паромную систему

## История
Водный транспорт

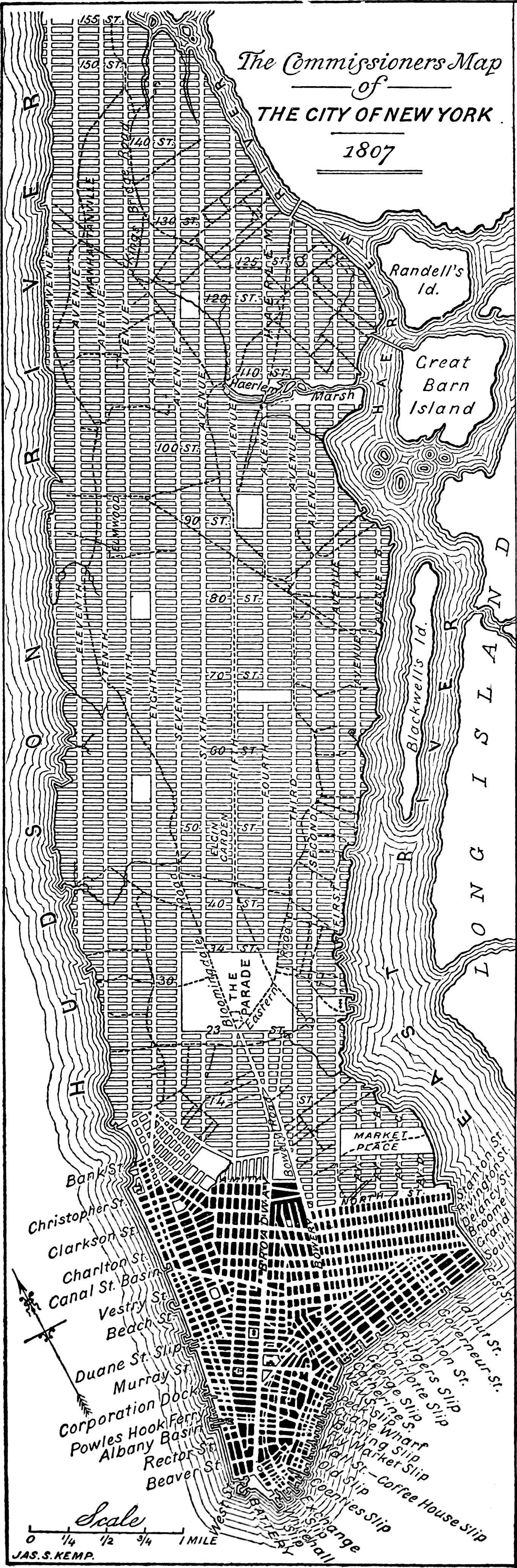
Генеральный план Манхэттена, 1807 год

Первый транспортный узел Нью-Йорка — порт Нового Амстердама — появился ещё в XVII веке. Город был первым европейским поселением в Америке и до захвата англичанами в 1664 году принадлежал Республике Соединённых Провинций (Голландии). К порту подходило несколько дорог, соединяющих его с соседними городами и поселениями. Прямоугольная сетка улиц, которая до сих пор используется во многих городах Америки, была предложена в Генеральном плане Манхэттена в 1811 году.
В XIX веке система передвижения по городу претерпела значительные изменения — во многом этому поспособствовала Вторая Индустриальная Революция. Быстрое развитие получил морской транспорт. Нью-Йорк, благодаря строительству канала Эри, стал транспортным узлом между европейскими странами и другими городами Америки.
Трамвай
В 1831 году появились первые конки — рельсовые трамваи, запряжённые лошадьми. В 1886 году открылось движение электрических трамваев по улицам Манхэттена, Бронкса и Бруклина. Конка в Нью-Йорке действовала вплоть до 1914 года, после чего все её линии были электрифицированы. Недолгое время в городе также действовал канатный трамвай.
К 1940-м годам трамвайное движение в Нью-Йорке стало закрываться. В 1942 году трамваи покинули Манхэттен и Бронкс, а в 1957 — Бруклин, после чего эра трамваев в Нью-Йорке закончилась. В настоящее время существует проект, предполагающий постройку трамвайной линии в Бруклине вдоль берега Ист-Ривер.
Троллейбус
Впервые троллейбус в пределах Нью-Йорка появился в 1921 году в боро Статен-Айленд, где в течение 6 лет работала тестовая троллейбусная линия. Регулярное же движение троллейбусов началось в 1930 году в Бруклине по 7 маршрутам. Тогда предполагался полный переход с трамваев на более маневренные троллейбусы, но этим планам не суждено было сбыться — движение троллейбусов было прекращено 27 июня 1960 года. Все они были заменены автобусами.
Метрополитен
В 1904 году открыта первая линия Нью-Йоркского метрополитена. 15-километровая линия проходила от остановки Сити-холл до остановки 145-я улица.
До 1940 года, когда город выкупил систему метрополитена, она принадлежала трём компаниям — Interborough Rapid Transit Company (IRT), Brooklyn Rapid Transit Company (BRT, позже Brooklyn-Manhattan Transit Corporation, BMT) и Independent Subway System (IND). До сих пор метро разделено на два сектора (дивизиона) — A (раньше принадлежавшие IRT) и B (раньше принадлежавшие BMT и IND). Постепенно удалось их связать.
Автомобильный транспорт
В 1927 году был построен один из первых подводных автомобильных тоннелей — тоннель Холланда. Тоннель длиной 2,6 км проходит под рекой Гудзон
Сильную роль в установлении современного вида Нью-Йорка сыграл градостроитель Роберт Мозес. Он был известен как «Главный строитель» (англ. Master Builder).

## Наземный и подземный транспорт

Карта Нью-Йоркского метрополитена

### Метрополитен
Нью-Йоркский метрополитен — крупнейший в мире метрополитен по числу станций. Полностью принадлежит компании Metropolitan Transportation Authority (MTA). Состоит из 472 станций, суммарная длина эксплуатируемых путей составляет 1370 км (из них для пассажирского движения используются 1070 км). Охватывает 4 из 5 боро (районов) Нью-Йорка, в Статен-Айленде действует железная дорога, работающая по принципу метро. Несмотря на то что около 40 % путей являются наземными или надземными, официальное название метрополитена — «сабвей» (подземка).

### PATH
PATH (аббр. от англ. Port Authority Trans-Hudson) — скоростная железная дорога метрополитеновского типа, соединяющая Манхэттен с пригородами Нью-Йорка и штатом Нью-Джерси. Открыта в 1908 году. Общая протяжённость линий PATH 13,8 мили (22,2 км). В систему входят 13 станций, 6 из которых находятся в Манхэттене, а остальные — в разных городах штата Нью-Джерси: 4 в Джерси-Сити и по одной в городах Хобокен, Гаррисон и Ньюарк.

### Автобусы
По состоянию на 2016 год, в Нью-Йорке было 5710 автобусов, 238 местных маршрутов, 74 экспресс-маршрута и 13 региональных маршрутов. Услугами автобусов, принадлежащих MTA, ежедневно пользуются 2,4 млн жителей Нью-Йорка. Автобусы дизельные или газовые. Номер маршрута зависит от его места: B (от англ. Brooklyn) — Бруклин, Bx (от англ. Bronx) — Бронкс, M (от англ. Manhattan) — Манхэттен, Q (от англ. Queens) — Куинс, S (от англ. Staten Island) — Статен Айленд. Экспресс-маршруты помечаются буквой X. Таким образом, номер автобуса, следующего из Бруклина в Манхэттен будет иметь буквенную часть BM.

### Другие
- Канатная дорога острова Рузвельт — канатная дорога, соединяющая остров Рузвельт с Манхэттеном[20]
- Bee-Line — автобусная система, соединяющая Бронкс и округ Уэстчестер[21]
- Nassau Inter-County Express — соединяет Куинс и округ Нассо[22]
- The Downtown Connection — бесплатный шаттл, охватывает Нижний Манхэттен[23]
- Частный автобусный маршрут B110 от парка Боро до Уильямсберга[24]
- Green Car Limo - Служба такси, обслуживающая все аэропорты Нью-Йорка